# Luka Vincetić
Luka Vincetić  (1939. – 1998.), hrvatski katolički svećenik, novinar i pjesnik.
Djelovao je kao župnik u Trnavi.
U svećeništvu je bio zauzet u poslijekoncilskoj obnovi, u pjesništvu i u novinskim komentarima bio je socijalno orijentiran. Bio je čovjek dijaloga, dobar poznavatelj katoličkog pokreta i djela Strossmayerova djela. Bio je konzistentan branitelj Stepinčevih vrlina.
Pisao je za mnoge novine i ina glasila. Među njima su bili: Agencija Kršćanska sadašnjost (AKSA),  Kana, Glas Koncila, Danas (u kojemu se profilirao kao kolumnist s nacionalnim odjekom), Glas Slavonije, Erazmus, Pečat, Vijenac, Feral Tribune itd.
Pjesme je sabrao u zbirci ¨Liturgovi bolji dani (1978.).